# V554 Возничего
V554 Возничего (лат. V554 Aurigae), ранее используемое ER Тельца (лат. ER Tauri) не рекомендуется — одиночная переменная звезда в созвездии Возничего на расстоянии (вычисленном из значения параллакса) приблизительно 10624 световых лет (около 3257 парсеков) от Солнца. Видимая звёздная величина звезды — от +14,4m до +12,6m.

## Характеристики
V554 Возничего — красная углеродная пульсирующая медленная неправильная переменная звезда (LB:) спектрального класса C6,3(N2). Эффективная температура — около 3437 K.